# Діпромез
Діпромез, також використовувалася назва Гіпромез (скорочення від повної назви російською Государственный институт по проектированию металлургических заводов — Державний інститут з проєктування металургійних заводів) — проєктний інститут у Росії, розташований у Москві. Займається проєктуванням об'єктів чорної металургії.

## Історія
Інститут було створено рішенням Вищої ради народного господарства СРСР № 349 від 3 лютого 1926 року «Про заснування у Ленінграді державного інституту з проєктування нових металургійних заводів». 1943 року Діпромез було переведено у Москву. Діпромез став головним проєктним інститутом чорної металургії в СРСР, він мав кілька філіалів, зокрема в Україні. 1958 року в Україні у Дніпропетровську на базі філіалу Діпромезу було створено Укрдіпромез. Діпромез було акціоновано 1992 року.
Деякі проєкти періоду «індустриалізації», які офіційна радянська історіографія приписувала Діпромезу, насправді були спроєктовані іноземними компаніями, а Діпромез і його філії у таких випадках були у ролі не проєктувальників, а лише організаторів.